# Colonia Nueva, Michoacán de Ocampo
Colonia Nueva är en ort i Mexiko.   Den ligger i kommunen Jungapeo och delstaten Michoacán de Ocampo, i den södra delen av landet, 140 km väster om huvudstaden Mexico City. Colonia Nueva ligger 1 913 meter över havet och antalet invånare är 302.
Terrängen runt Colonia Nueva är kuperad. Runt Colonia Nueva är det tätbefolkat, med 319 invånare per kvadratkilometer. Närmaste större samhälle är Heróica Zitácuaro, 10,2 km sydost om Colonia Nueva. Omgivningarna runt Colonia Nueva är en mosaik av jordbruksmark och naturlig växtlighet.